# Oscar Lanford
Oscar Erasmus Lanford III, häufig zitiert als Oscar E. Lanford III, (* 6. Januar 1940 in New York City; † 16. November 2013) war ein US-amerikanischer Mathematiker und mathematischer Physiker.

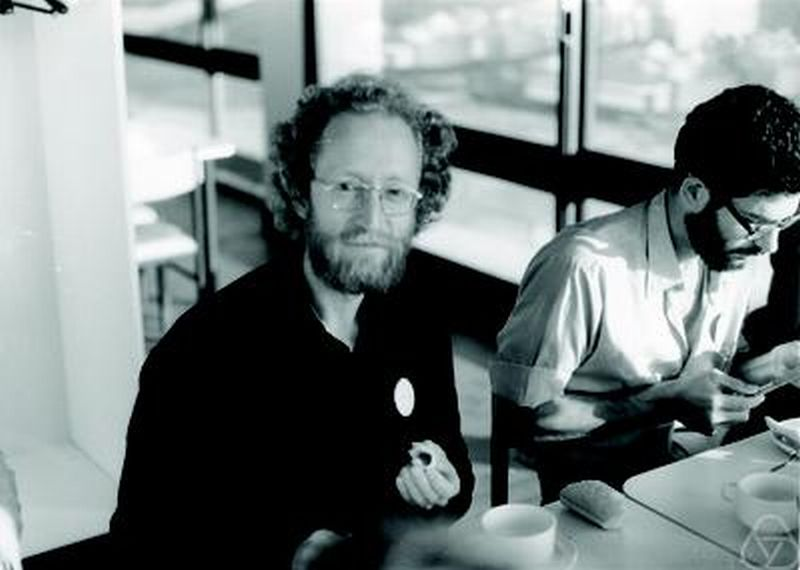
Lanford in Rennes 1975

Lanford studierte an der Wesleyan University und promovierte 1966 an der Princeton University bei Arthur Wightman (Construction of Quantum Fields Interacting by a Cut-Off Yukawa Coupling). Danach war er ab 1966 zunächst als Assistant Professor, später als Professor an der University of California, Berkeley.  1970 war er am Institute for Advanced Study. Ab 1982 war er Physik-Professor am IHES bei Paris. Ab 1987 war er Professor an der ETH Zürich und von 1995 bis 1998 auch Vorstand des Mathematik-Departements. Seit 2005 war er Professor Emeritus an der ETH.
Lanford arbeitete in der mathematischen Physik zunächst in Konstruktiver Quantenfeldtheorie, dann in statistischer Physik und der Theorie dynamischer Systeme. Insbesondere verwendete er Renormierungsgruppenmethoden in der computergestützten Analyse dynamischer Systeme, so in dem Beweis der Feigenbaum-Vermutungen im Feigenbaum-Szenario.
1976 bewies er die Gültigkeit der Boltzmann-Gleichung für ein klassisches Gas streuender Kugeln, allerdings gilt sein Beweis nur für sehr kurze Zeiten.
Er war Ehrendoktor der Wesleyan University und erhielt 1986 den Preis der National Academy of Sciences für Angewandte Mathematik und Numerische Analysis. Er war Invited Speaker auf dem ICM 1986 (Computer assisted proofs in analysis) und 1974 in Vancouver (Time evolution of infinite classical systems). 1969 bis 1971 war er Sloan Research Fellow. Er war Fellow der American Mathematical Society.